# Dinosaur Jr
Dinosaur Jr er et indie-rockband fra Amherst, Massachusetts, dannet i 1984. De gennemgående medlemmer er J. Mascis (guitar, vokal), Lou Barlow (bas, vokal), og Murph (Emmet Patrick Murphy) (trommer).
Under bandnavnet Dinosaur udsendte de et selvbetitlet debutalbum i 1985, inden de i 1987 for alvor fik hul igennem med nyklassikeren 'You're Living All Over Me', hvor tætvævet støjrock, ekspressive guitarsoloer og medrivende melodier går hånd i hånd. Et udtryk der siden hen skulle inspirere bands som Nirvana og Pixies.
Kort efter udsendelsen af albummet blev gruppen tvunget til at tilføje "Jr." til bandnavnet efter et sagsanlæg fra bandet The Dinosaurs.
Bølgerne gik imidlertid højt internt i gruppen, ikke mindst imellem Mascis og Barlow, hvilket førte til at sidstnævnte fik sparket i 1989. Efterfølgende nåede gruppen at udsende fem albums af varierende kvalitet, inden Mascis i 1997 valgte at gå solo.
I 2005 begyndte de tre oprindelige bandmedlemmer imidlertid at turnere sammen, hvilket igen førte til rygter om et kommende album. Resultatet af dette udkom i maj 2007 i form af det veloplagte album 'Beyond'.

## Diskografi

### Album
- Dinosaur, (1985)
- You're Living All Over Me, (1987)
- Bug, (1988)
- Green Mind, (1991)
- Where You Been, (1993)
- Without A Sound, (1994)
- Hand It Over, (1997)
- Beyond, 2007
- Farm, 2009
- I Bet on Sky, 2012
- Give a Glimpse of What Yer Not, 2016

### EP og 7"
- Keep the Glove, (1987)
- Little Furry Things, (1987)
- Freak Scene, (1988)
- Just Like Heaven, (1989)
- The Wagon, (1991)
- Whatever's Cool With Me, (1991)
- Start Choppin', (1993)
- Out There, (1993)
- Feel The Pain, (1994)
- I Don't Think So, (1995)
- Take A Run At The Sun, (1997)
- Been There All the Time, (2007)
- Pieces, (2009)
- Over It, (2009)
- I Don't Wanna Go There, (2009)
- Watch the Corners, (2012)
- Now the Fall, (2012)
- Two Things, (2016)

### Opsamlinger
- Fossils, (1991)
- BBC: In Session, (2000)
- Ear-Bleeding Country: The Best of Dinosaur Jr., (2001)

## Video
- 1991:The Year Punk Broke (med Nirvana, Sonic Youth, Ramones, Babes in Toyland)